# Metrópoli Patriotismo
Metrópoli Patriotismo là một trung tâm mua sắm tại Av. Patriotismo 229, trong khu phố San Pedro de los Pinos ở thành phố Mexico. Nó được neo bởi một Cinemex đa rạp chiếu phim, Sanborns, và một khách sạn ONE. Thiết kế là của Grupo Arquitech.
Trung tâm khai trương năm 2006 và đại diện cho khoản đầu tư 615 triệu peso. Vào năm 2011, Grupo Empresarial Kaluz đã bắt đầu mở rộng với chi phí 750 triệu peso và mang lại tổng diện tích từ 65.000 mét vuông (700.000 foot vuông) đến 120.000 mét vuông (1.300.000 foot vuông).